# رزان جمال
رزان جمال (مواليد 7 أغسطس 1987) هي ممثلة لبنانية-بريطانية، اشتهرت بأدوارها في المسلسل التلفزي القصير كارلوس (Carlos) للمخرج الفرنسي أوليفيير أساياس في عام 2010م، وفيلم الجن (Djinn) للمخرج الأمريكي توبي هوبر في عام 2012م، وشاركت في الفيلم القصير صيف قاسٍ (Cruel Summer) للموسيقي الأمريكي كانييه ويست في عام 2012م. والمسلسل المصري ما وراء الطبيعة من إنتاج نتفليكس عام 2020 م.

## السيرة الشخصية والمهنية

### نشأتها
ولدت ونشأت رزان جمال في العاصمة اللبنانية بيروت. والدها بريطاني من أصل لبناني ولد في نيجيريا. جدها لوالدتها ولد لأب تركي وأم رومانية التقيا في لبنان، كما كان لجدتها لوالدتها أب فلسطيني وأم فرنسية التقيا أثناء دراستهما في لندن. عاش والداها وتزوجا في الإسكندرية بمصر.
بدأت التمثيل في الإعلانات التلفزيونية في عمر الخامسة عشرة، وشاركت في الحملات الإعلانية الإقليمية في الشرق الأوسط لعلامات تجارية شهيرة مثل: نيفيا ولوكس وشوتايم وشركة الإمارات للاتصالات المتكاملة وميمونة وأم تي سي تاتش وكادبوري. ثم انتقلت إلى لندن في سن الثامنة عشرة حيث التحقت هناك بكلية كينجز لندن لتحصل على درجة في إدارة الأعمال، وفي عام 2010م، اختارها المخرج أوليفيير أساياس لأداء دور لانا جرار في المسلسل التلفزيوني القصير ذي الإنتاج الألماني الفرنسي المشترك كارلوس (Carlos)، الذي يحكي قصة الفنزويلي المثير للجدل إيليتش راميريز.

### السيرة المهنية
كان دورها المتميز في كارلوس في عام 2010، يليه دورها في فيلم الرعب الجن لمخرج الرعب الأسطوري توبي هوبر في عام 2012. في عام 2012، كانت أيضًا جزءًا من طاقم العمل في الفيلم الموسيقي القصير صيف قاسٍ لكانييه ويست الذي ظهر لأول مرة في مهرجان كان السينمائي.< في عام 2014، لعبت دور البطولة مع ليام نيسون في فيلم مشية بين شواهد القبور (A Walk Among the Tombstones). في عام 2015 ، لعبت دور البطولة في فيلم روبير غيديغيان لا تخبرني أن الصبي كان مجنونًا (بالفرنسية: Une histoire de fou)‏ ، والذي عُرض لأول مرة في مهرجان كان السينمائي عام 2015.

## أعمالها
| السنة | اسم العمل                        | دورها                       | ملاحظات |
| ----- | -------------------------------- | --------------------------- | --- |
| 2010  | كارلوس                           | لارا جرار                   | إخراج الفرنسي أوليفيير أساياس |
| 2012  | صيف قاسٍ                          | كوين                        | فيلم قصير من إخراج الأمريكي كانييه ويست                                                                                            |
| 2012  | الطيران بدون رؤية (Flying Blind) | ديما                        | إخراج كاترزينا كليمكيفيك |
| 2012  | رمز جابين:20                     | دارشيني                     | فيلم قصير |
| 2013  | الجن                             | سلمى                        | إخراج توبي هوبر |
| 2014  | إمبراطورية مين                   | كارلا                       | مسلسل تلفزيوني مصري من إخراج مريم أبو عوف                                                                                          |
| 2014  | مشية بين شواهد القبور            | كاري كريستو                 | إخراج سكوت فرانك |
| 2015  | لا تقل لي أن الفتى كان مجنوناً    | أناهيت                      | من إخراج الفرنسي روبير غيديغيان |
| 2015  | سرايا عابدين الجزء الثاني        | جوزفين زوجة نابليون بونابرت | مسلسل مصري تاريخي من إخراج السوري شادي أبو العيون السود في جزئه الثاني، وعمرو عرفة في الجزء الأول                                  |
| 2016  | محطة برلين                       | علياء بدوي                  | الحلقات: «الأضواء لا تعمل على الولاء» و«إثبات الحياة»                                                                              |
| 2020  | ما وراء الطبيعة                  | ماجي                        | عمل مبني على سلسلة ما وراء الطبيعة للكتاب أحمد خالد توفيق والتي تحولت إلى مسلسل من إنتاج نتفلكس ومن إخراج المخرج المصري عمرو سلامة |
| 2023  | الثمن                            | سارة                        | من إخراج فكرت قاضي |
| 2024  | القدر                            | نور                         | مسلسل لبناني من إخراج فيليب أسمر                                                                                                   |

## وصلات خارجية
- رزان جمال على موقع IMDb (الإنجليزية)
- رزان جمال على موقع قاعدة بيانات الأفلام العربية
- رزان جمال على موقع ألو سيني (الفرنسية)
- رزان جمال على موقع ميوزك برينز (الإنجليزية)
- رزان جمال على موقع قاعدة بيانات الفيلم (الإنجليزية)
- رزان جمال على موقع كينوبويسك (الروسية)